# Sega Superstars
Sega Superstars — видеоигра, разработанная компанией Sonic Team в 2004 году для камеры PlayStation 2 EyeToy. Имеет ряд мини-игр, основанных на предыдущих играх компании Sega. Это первая и последняя игра серии Sega Superstars, разработанная Sonic Team, следующие игры серии — Sega Superstars Tennis, Sonic & Sega All-Stars Racing и Sonic & All-Stars Racing Transformed, разработаны компанией Sumo Digital.

## Игровой процесс
Геймплей игры аналогичен EyeToy: Play, в которой игроки двигаются телом, чтобы играть в различные мини-игры. Перед началом каждой игры, экран будет оранжевым. Для того чтобы начать игру, игроки должны стоять на месте, пока оранжевый экран не пропадёт, и выбрать кнопку «Продолжить». Это помогает камере EyeToy найти игрока.

### Мини-игры
Всего 12 мини-игр:
- Sonic the Hedgehog — ёж Соник проходит через тоннель, он следит за положением рук игрока. Цель игры состоит в том, чтобы собрать кольца и Изумруды Хаоса, и тем самым получить наибольшее количество очков в конце игры. Данный уровень похож на особые этапы из игр Sonic the Hedgehog 2, Sonic Heroes и Sonic Rush.
- Samba de Amigo — игрок сначала должен выбрать песню, а затем ударять по шести различным целям вокруг экрана.
- ChuChu Rocket! — на экране появится мост, который надо предотвратить от разрушения.
- Puyo Pop Fever — разноцветные шары падают с верхней части экрана, и игрок должен вести их в соответствующие горшки, чтобы убрать с нижней части экрана.
- Crazy Taxi — нужно остановить машину.
- Super Monkey Ball — игроку надо подбирать бананы.
- Nights into Dreams… — Найтс должна переходить через кольца, собирая фишки на пути.
- The House of the Dead — игрок уничтожает множество различных зомби.
- Virtua Striker — с верхней части экрана падают футбольные мячи, цель заключается попасть в разноцветные воздушные шары.
- Virtua Fighter — с помощью соответствующих специальных атак надо победить противника.
- Space Channel 5 — игроку надо попадать с помощью специальных кнопок в ритм песни.
- Billy Hatcher and the Giant Egg — Билли должен с помощью рук игрока сокрушить врагов и собирать яйца по пути.

### Дополнительные режимы
- После того, как прошли три уровня с Соником, открывается игра за ежа Шэдоу с более сложным уровнем.
- В Puyo Pop Fever при успешном завершении всех трёх уровней, будет разблокирован режим под названием «Free Mode», который позволяет игрокам просто поиграть за шариков и перемещая их вокруг.
- После прохождения Nights Into Dreams открывается ночной уровень.
- Завершив три уровня в Samba De Amigo и ChuChu Rocket!, открывается сверхсложный уровень.
- Также будет доступен чао-сад из серии игр Sonic the Hedgehog. Чао можно погладить и покормить с помощью различных движений.
- В Samba De Amigo добавятся новые песни.

## Оценки и мнения
| Сводный рейтинг       | Сводный рейтинг |
| Агрегатор             | Оценка          |
| --------------------- | --------------- |
| GameRankings          | 74,52 %         |
| Metacritic            | 72/100          |
| Иноязычные издания    |                 |
| Издание               | Оценка          |
| 1UP.com               | B               |
| AllGame               | [ 4 ]           |
| Edge                  | 7/10            |
| EGM                   | 5,67/10         |
| Eurogamer             | 8/10            |
| G4                    | 3/5             |
| Game Informer         | 8/10            |
| GameSpot              | 7,3/10          |
| GameZone              | 8,3/10          |
| IGN                   | 7/10            |
| OPM                   | 4/5             |
| PALGN                 | 7,5/10          |
| Play (UK)             | 3/4             |
| Русскоязычные издания |                 |
| Издание               | Оценка          |
| «Страна игр»          | 8/10            |

Игра получила положительные отзывы от критиков. Из плюсов игры критики отметили графику, звук и геймплей, но критиковался уровень сложности, назвав его лёгким.
Сайт GameZone назвал игру «солидной», имеющей огромный потенциал для продолжения.
GamesRadar поместил Sega Superstars на четвёртую позицию в топе «7 игр в которых физически больно играть». Место в этом списке сайт обусловил мини-игрой с Найтс, для управления которой нужно использовать разведённые в стороны руки, которые очень сильно устают после примерно пяти минут проведённых в игре.